# نظرية التغاير
نظرية التغاير(بالإنجليزية: Variational theory)‏ هي طريقة حسابية مبسطة لحساب قيم الطاقة لمستويات مختلفة، أهمها طاقة المستوى الأرضي.ونقول:
{\displaystyle s=\sum _{n=0}^{\infty }a_{n}g^{n}},
في سلسلة متقاربة في القوى:{\displaystyle s=\sum _{n=0}^{\infty }b_{n}/(g^{\omega })^{n}},
حيث {\displaystyle \omega } هو الأس حرجة (ما يسمى مؤشر «نهج لتوسيع نطاق» الذي عرضته فرانز ويجنر). هذا هو ممكن مع مساعدة من طريقة التغاير، والتي يتم تحديدها من قبل النظام الأمثل في {\displaystyle g}. The partial sums are حيث يتم تحويلها إلى مبالغ جزئية متقاربة بواسطة طريقة تم تطويرها في عام 1992.